# Friedhofsspirale

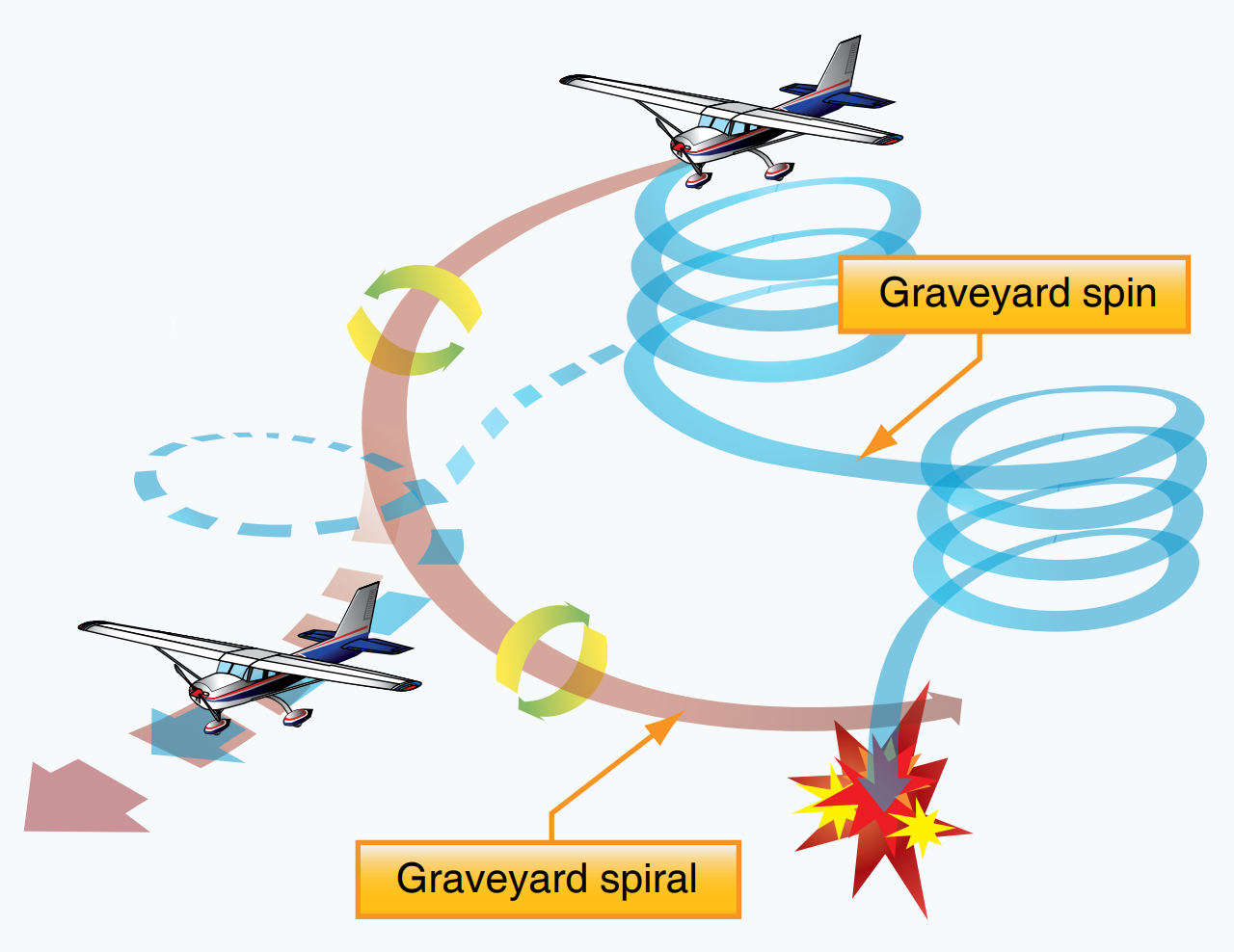
Friedhofsspirale (graubraun)
Friedhofstrudeln (hellblau)

Die Friedhofsspirale (engl.: Graveyard Spiral), auch Todesspirale genannt, bezeichnet einen vom Piloten nicht wahrgenommenen, zunehmend abwärts orientierten Kurvenflug. Damit solch eine Flugbewegung zustande kommt, müssen verschiedene Faktoren zusammentreffen, z. B. eine unzureichende visuelle Referenz (Sicht auf den wahren Horizont) und eine Rotation unterhalb der Wahrnehmungsschwelle. Ein zunehmend abwärts orientierter Kurvenflug führt in seiner Folge zu verschiedenen Sinneseindrücken; wenn ein Pilot darauf ohne ausreichende visuelle Referenz reagiert, tendieren seine „Korrekturen“ dazu, die falsch interpretierte Flugbewegung zu verstärken, anstatt das Flugzeug in den gewünschten geradlinigen Horizontalflug zu überführen. In der englischsprachigen Literatur finden sich dafür auch die Begriffe Suicide Spiral, Death Spiral, Vicious Spiral.
Davon zu unterscheiden ist das Friedhofstrudeln (Graveyard Spin). Es bezeichnet in der Fliegerei das unwillentliche Fortsetzen eines Trudelmanövers. Es kann auftreten, wenn der Pilot in diesem Flugzustand keine ausreichende visuelle Referenz zum Horizont hat und die anderen Sinneseindrücke zu einer falschen Interpretation der Drehbewegung führen.

## Charakteristika der Friedhofsspirale
- Unbemerkter Kurvenflug unterhalb der Wahrnehmungsschwelle für Drehbewegungen
- Fehlen der korrigierenden visuellen Referenz,  d. h. beim Blick nach draußen sieht der Pilot keinen Horizont. In der Fliegerei spricht man von IMC-Bedingungen (z. B. Flug in den Wolken, Nachtflug etc.)
- Unzureichende Instrumente (z. B.: Wendezeiger, Kurskreisel, künstlicher Horizont, Höhenmesser), oder mangelnde Erfahrung bei der Interpretation der Instrumentenanzeigen oder der Pilot befindet sich in einer extrem stressigen Situation (Notfall, Durchstartmanöver)
- Beurteilung der Flugzeugbewegung ohne visuelle Referenz auf Grund der anderen Sinneseindrücke, vor allem der Wahrnehmung der Eigenbewegungen des Körpers (Propriozeption) oder Reaktion auf den am Höhenmesser angezeigten Verlust der Flughöhe.

## Erklärung
Jedes Flugzeug ohne aktive Steuerung durch einen Piloten oder Autopiloten tendiert dazu, von einem Geradeausflug langsam in einen Kurvenflug überzuwechseln. Eine langsame Zunahme der Drehgeschwindigkeit bleibt meist unter der Wahrnehmungsschwelle für solche Drehbewegungen von ca. 2°/sek. Geschieht dieser Wechsel z. B. ohne die korrigierende visuelle Referenz zum Horizont (Flug bei Nacht, in den Wolken oder zwischen Wolkenschichten etc.) oder in einer stressigen Situation (z. B. Warnmeldungen von automatisierten Flugsystemen, durch welche die Konzentration des Piloten auf bestimmte Aspekte gelenkt wird), kann diese Drehung für eine größere Zeitspanne unbemerkt bleiben.

Im horizontalen Geradeausflug sind Auftrieb und Gewichtskraft vom Betrag gleich groß. Im Kurvenflug reicht der Auftrieb ohne Korrekturmaßnahmen nicht aus, die Flughöhe zu halten

Dabei verliert ein Flugzeug im Kurvenflug – ohne korrigierende Maßnahmen – stetig an Höhe, weil wegen der Schräglage des Flugzeugs nur ein Teil des vom Flügel erzeugten Auftriebs als Gegenkraft zum Gewicht verbleibt. Durch den Höhenverlust gewinnt das Flugzeug langsam an Geschwindigkeit.
In der Literatur werden zwei typische Reaktionen unterschieden:
Ein Pilot, der eher auf seine Sinneseindrücke achtet, spürt durch die Wirkung der zunehmenden Zentrifugalkraft einen Druck im Sitz und interpretiert diesen in der Regel als beginnenden Steigflug. Als Korrekturmaßnahme „drückt“ er das Flugzeug nach unten und/oder reduziert die Motorleistung. In einem bestehenden Kurvenflug führen beide Maßnahmen zu einer verstärkten Abwärtsbewegung.
Ein Pilot, der eher auf seine Instrumentenanzeige achtet, wird am ehesten den angezeigten Höhenverlust am Höhenmesser wahrnehmen und dabei die Anzeigen für den (langsamen) Kurvenflug übersehen. Als Korrekturmaßnahme wird er das Flugzeug „nach oben ziehen“ und/oder die Motorleistung erhöhen. In einem bestehenden Kurvenflug führen beide Maßnahmen zu einer Verringerung des Kurvenradius und dadurch zu einer verstärkten Abwärtsbewegung.

## Beispiele
Es gibt eine Reihe von Berichten, bei denen die fehlende Wahrnehmung der Drehbewegung des Flugzeuges zu Flugunfällen geführt hat. Einer der bekanntesten Beispiele ist der tödliche Flugunfall von John F. Kennedy, Jr. 1999 mit dessen Sportflugzeug. Nach dem Flugunfallbericht endete der Flug 7,5 Meilen vor dem Zielflughafen Martha’s Vineyard bei Dunkelheit über dem Meer (mangelnde visuelle Referenz) bei einer Schräglage von 45° und 5° abwärts geneigter Flugbahn. Zum Vergleich: Typische Schräglagen im Kurvenflug bei Kleinflugzeugen liegen eher bei 20° und der typische Anflugwinkel im Endanflug beträgt ca. 3°.

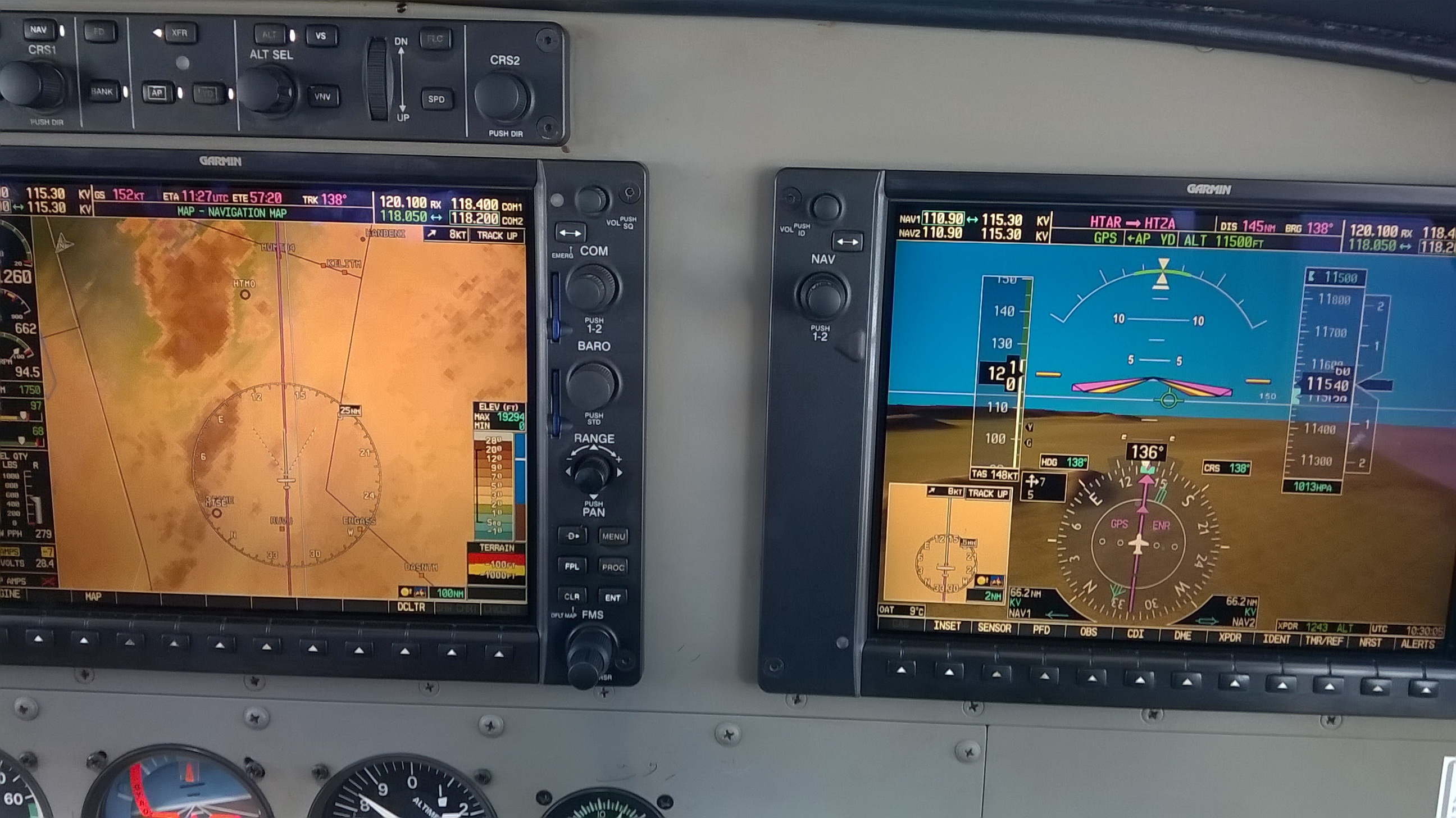
Modernes Navigations-Display (links) und Primary Flight Display (rechts)

Andere Beispiele für Flugunfälle aufgrund einer Friedhofsspirale werden u. a. bei SKYbrary gelistet.
Moderne Flightdisplays versuchen teilweise, die wichtige „visuelle Referenz“ auch bei schlechten Sichtflugbedingungen herzustellen, indem berechnete Landschaftskontouren mit angezeigt werden. Im Foto erkennt man z. B., wie in beiden Displays jeweils links eine Bergkette dargestellt wird. Solche Instrumentenanzeigen können dazu beitragen, Flugunfälle durch eine Friedhofsspirale zu vermeiden.

## Abgrenzung
Selbst mit visueller Referenz fällt es unerfahrenen Piloten schwer, mit einer sogenannten Standardkurve einen Vollkreis bei konstanter Flughöhe zu fliegen. Es bedarf einiger Übung und Erfahrung, um dieses Manöver erfolgreich zu fliegen. Denn ein Kurvenflug vermittelt u. a. das Gefühl des Steigens (der Pilot tendiert dazu, die Motorleistung zu reduzieren), während gleichzeitig das Flugzeug an Höhe verliert (die Motorleistung muss erhöht werden).